# حيدر فكري
حيدر فكري، مطرب سعودي كفيف. أحد مطربي الجيل السابق حيث رافق الراحل طلال مداح وبشير حمد شنان وفوزي محسون ومحمد عبده وغازي علي، وهو صاحب مشوار فني ممتد لأكثر من 40 عاما، وقدم العديد من الأعمال المميزة التي عرف بها في السعودية والخليج.

## البداية
من أهم أعماله أغنية «ودعتني وتقول بترجع بعد عام وأقول مدري يا مظنة عيوني» بالإضافة إلى أغنية أراجع البسطة كل يوم والثاني وهي من ألحان الراحل طلال مداح. عرف حيدر فكري بحبه الشديد لطلال مداح، إذ ربطت بينهما صداقة متينة منذ دخوله الوسط الفني حتى أنه تأثر بصوت مداح في أدائه. وكان أول لقاء بين الاثنين في عام 1968، وكان فكري آنذاك في الثالثة عشرة. وقدم فكري حينها إحدى أغاني طلال وهي «وردك يا زارع الورد» في حضور الموسيقار طارق عبد الحكيم، وحسن دردير ولطفي زيني والملحن الراحل عبد الله محمد. وشكل ثنائياً مميزاً مع الفنانة الراحلة عتاب في الجلسات الفنية.
شاهد المحتوى الأصلي علي بوابة الفجر الإلكترونية - بوابة الفجر: «في مثل هذا اليوم».. وفاة المطربة السعودية عتاب 19 أغسطس 2007
وفي مرحلة مبكرة من حياته سافر حيدر فكري إلى القاهرة حيث درس الموسيقى. ونال شهادته من يد الموسيقار محمد عبد الوهاب، الذي كان حينها رئيس لجنة تأهيل الدارسين، مع أحمد فؤاد حسن ووجدي الحكيم. كما درس فكري الموسيقى عن طريق «البرايل» كونه فاقد البصر، وعن طريق السمع، وبتلك الشهادة استطاع العمل في قسم الفنون الشعبية. وتعرف خلال وجوده في القاهرة على رواد الفن المصري، أمثال الموسيقار محمد عبد الوهاب وسيد مكاوي ومحمد الموجي، كما جهز له بليغ حمدي أغنية بعنوان «آخر ليلة»، غير أن الفنانة شادية غنتها في ما بعد.
وفي بيروت سجّل «سهران في دجا الليل» و«ليه الزمن» ولحن أغنية «ظبي شفته» للمطربة هيام يونس، ولحن أغنيات أخرى، وتوطدت علاقته بالفنان وديع الصافي.
وكان حيدر فكري قد قدم ألبومه الأخير مع شركة«فنون الجزيرة» السعودية، وحظي بقبول الكثير من محبي صوته وبخاصة من عاصروه في بدايته الفنية.

## وفاته
توفي مساء 01 صفـر 1427 هـ 2 مارس 2006، عن عمر 62 عاما، بعد معاناة طويلة مع المرض.